# Волиці-Керекешинська сільська рада
Во́лице-Кереке́шинська сільська́ ра́да — адміністративно-територіальна одиниця та орган місцевого самоврядування у Старокостянтинівському районі Хмельницької області. Адміністративний центр — село Волиця-Керекешина.

## Загальні відомості
Волиці-Керекешинська сільська рада утворена в 1995 році.
- Територія ради: 1,833 км²
- Населення ради: 514 особи (станом на 2001 рік)

## Населені пункти
Сільській раді були підпорядковані населені пункти:
- с. Волиця-Керекешина
- с. Червона Семенівка

## Склад ради
Рада складалася з 12 депутатів та голови.
- Голова ради: Мельничук Галина Михайлівна
- Секретар ради: Кащук Раїса Петрівна

### Керівний склад попередніх скликань
| Прізвище, ім'я, по батькові | Основні відомості                                                                     | Дата обрання | Дата звільнення |
| --------------------------- | ------------------------------------------------------------------------------------- | ------------ | --------------- |
| Онищук Валентина Петрівна   | Сільський голова, 1972 року народження, член Всеукраїнського об'єднання «Батьківщина» | 26.03.2006   | 31.10.2010      |
| Мельничук Галина Михайлівна | Сільський голова, 1959 року народження, освіта вища, член Народної партії             | 31.10.2010   |                 |

Примітка: таблиця складена за даними сайту Верховної Ради України

### Депутати
За результатами місцевих виборів 2010 року депутатами ради стали:

#### За суб'єктами висування
| Суб'єкт висування | Кількість обраних депутатів | %    |
| ----------------- | --------------------------- | ---- |
| Партія регіонів   | 6                           | 50   |
| Народна партія    | 4                           | 33,3 |
| Самовисування     | 2                           | 16,7 |

#### За округами
| № округу        | Прізвище, ім'я, по батькові   | Дата визнання обраним | Освіта             | Партійна приналежність | Відомості про обраного депутата                          |
| --------------- | ----------------------------- | --------------------- | ------------------ | ---------------------- | -------------------------------------------------------- |
| Народна Партія  |                               |                       |                    |                        |                                                          |
| 5               | Мельничук Олена Володимирівна | 01.11.2010            | середня            | член Народної партії   | тимчасово не працює                                      |
| 7               | Кеба Ольга Маратівна          | 01.11.2010            | середня            | член Народної партії   | тимчасово не працює                                      |
| 11              | Атласюк Надія Никифорівна     | 01.11.2010            | середня            | член Народної партії   | тимчасово не працює                                      |
| 12              | Кучерук Тетяна Якимівна       | 01.11.2010            | середня            | член Народної партії   | тимчасово не працює                                      |
| Партія регіонів |                               |                       |                    |                        |                                                          |
| 1               | Яцук Геннадій Кирилович       | 01.11.2010            | вища               | член Партії регіонів   | Фермерське господарство, голова                          |
| 2               | Полелюк Надія Василівна       | 01.11.2010            | середня            | член Партії регіонів   | Волиці-Керекешинська сільська рада, соціальний працівник |
| 3               | Полелюк Наталія Василівна     | 01.11.2010            | середня            | член Партії регіонів   | тимчасово не працює                                      |
| 6               | Кащук Раїса Петрівна          | 01.11.2010            | середня спеціальна | член Партії регіонів   | Волиці-Керекешинська сільська рада, секретар             |
| 8               | Казмірчук Галина Петрівна     | 01.11.2010            | середня спеціальна | член Партії регіонів   | Волиці-Керекешинська сільська рада, бухгалтер            |
| 9               | Метельський Василь Васильович | 01.11.2010            | середня спеціальна | член Партії регіонів   | тимчасово не працює                                      |
| Самовисування   |                               |                       |                    |                        |                                                          |
| 4               | Довгалюк Михайло Степанович   | 01.11.2010            | середня спеціальна | позапартійний          | Старокостянтинівський район електромереж, електрик       |
| 10              | Павлова Людмила Миколаївна    | 01.11.2010            | вища               | позапартійна           | Волице-Керекешинська загальноосвітня школа, вчитель      |